# Ініотеф VIII
Ініотеф VIII — давньоєгипетський фараон XVII династії. Правив у ті часи, коли Єгипет було поділено між фіванською та гіксоською династіями.